# Fortuna '54 in het seizoen 1960/61
Het seizoen 1960/1961 was het zevende jaar in het bestaan van de Geleense betaaldvoetbalclub Fortuna '54. De club kwam uit in de Eredivisie en eindigde daarin op de 15e plaats. Tevens deed de club mee aan het toernooi om de KNVB Beker, hierin werd het team in de groepsfase uitgeschakeld.

## Wedstrijdstatistieken

### Eredivisie
|       | ADO   | Ajax  | Alkmaar '54 | DOS   | DWS/A | Elinkwijk | Sportclub Enschede | Feijenoord | GVAV  | MVV   | NAC   | NOAD  | PSV   | Rapid JC | Sparta | VVV   | Willem II |
| ----- | ----- | ----- | ----------- | ----- | ----- | --------- | ------------------ | ---------- | ----- | ----- | ----- | ----- | ----- | -------- | ------ | ----- | --------- |
| Thuis | 1 – 1 | 2 – 3 | 2 – 1       | 1 – 1 | 1 – 1 | 0 – 1     | 2 – 2              | 1 – 4      | 3 – 0 | 4 – 1 | 4 – 1 | 3 – 2 | 0 – 5 | 2 – 1    | 1 – 2  | 0 – 3 | 2 – 2     |
| Uit   | 3 – 2 | 7 – 4 | 1 – 1       | 1 – 1 | 0 – 3 | 0 – 0     | 3 – 0              | 1 – 1      | 3 – 1 | 3 – 1 | 2 – 1 | 0 – 3 | 4 – 1 | 2 – 1    | 5 – 1  | 0 – 0 | 3 – 2     |

### KNVB Beker
| Groepsfase                                         | Sittardia                                | 2 – 0 (1 – 0) | Fortuna '54                                          |
| 14 augustus 1960 Plaats: Sittard Sittardia-terrein | Sef Dieteren 32' (pen.) Thei Huisman 65' |               |                                                      |
| Groepsfase                                         | Fortuna '54                              | 2 – 1 (1 – 1) | De Valk                                              |
| 18 september 1960 Plaats: Geleen Mauritsstadion    | Spitz Kohn 12', –'                       |               | 16' Jan Munnecom                                     |
| Groepsfase                                         | Fortuna '54                              | 1 – 3 (0 – 2) | VVV                                                  |
| 1 januari 1961 Plaats: Geleen Mauritsstadion       | Spitz Kohn 50'                           |               | 23' Hans Sleven 37' Herman Teeuwen 55' Jan Schatorjé |

## Statistieken Fortuna '54 1960/1961

### Eindstand Fortuna '54 in de Nederlandse Eredivisie 1960 / 1961
| Stand | Gespeeld | Gewonnen | Gelijk | Verloren | Punten | Doelpunten voor | Doelpunten tegen |
| ----- | -------- | -------- | ------ | -------- | ------ | --------------- | ---------------- |
| 15e   | 34       | 8        | 10     | 16       | 26     | 52              | 69               |

### Topscorers
| #      | Naam             | Goal |
| ------ | ---------------- | ---- |
| 1.     | Spitz Kohn       | 13   |
| 2.     | Peter Benen      | 9    |
| 3.     | Henk Angenent    | 8    |
| 4.     | Pierre Custers   | 5    |
| 4.     | Bob Jongen       | 5    |
| 4.     | Jean Munsters    | 5    |
| 4.     | Faas Wilkes      | 5    |
| 8.     | Cor van der Hart | 1    |
| 8.     | Jan Notermans    | 1    |
| Totaal | Totaal           | 52   |

| #      | Naam       | Goal |
| ------ | ---------- | ---- |
| 1.     | Spitz Kohn | 3    |
| Totaal | Totaal     | 3    |

## Voetnoten
ADO ·
Ajax ·
Alkmaar '54 ·
DOS ·
DWS/A ·
Elinkwijk ·
Sportclub Enschede ·
Feijenoord ·
Fortuna '54 ·
GVAV ·
MVV ·
NAC ·
NOAD ·
PSV ·
Rapid JC ·
Sparta ·
VVV ·
Willem II